# Arenopontia breviarticulata
Arenopontia breviarticulata är en kräftdjursart som beskrevs av Mielke 1975. Arenopontia breviarticulata ingår i släktet Arenopontia och familjen Leptopontiidae. Inga underarter finns listade i Catalogue of Life.